# Јупитер
Јупитер (лат. Iuppiter; грч. Δίας; симбол: ♃) представља једну од 8 планета Сунчевог система и уједно најмасивније небеско тело у целом Сунчевом систему после Сунца. Са масом од око 1,8986×1027 kg и до 2,5 пута је масивнији од преосталих 7 планета заједно, односно његова маса чини нешто више од хиљадитог дела масе Сунца, или 317,8 Земљиних маса.
Пета је планета по удаљености од Сунца и припада групацији планета познатих као гасовити џинови (у литератури познате и као Планете Јупитеровог типа или Јовијанске планете), заједно са Сатурном, Ураном и Нептуном. Од Сунца је удаљен у просеку око 5,20 АЈ, односно око 778.330.000 .
Са вредностима привидне магнитуде од −1,6 до −2,94 четврто је најсјајније небеско тело гледано са површине земље (после Сунца, Месеца и Венере). Његово постојање утврдили су још древни астрономи античког периода, а име планете потиче од врховног староримског божанства Јупитера (старогрчки еквивалент је бог Зевс).
Као гасовити џин Јупитер је највећим делом изграђен од гасова и мањим делом од текућих елемената, са доминантним уделом водоника и хелијума (He). У знатнијој мери у структури планете се налазе и метан, амонијак, водоник деутерид (HD), етан  и вода. Могуће је да има каменито језгро сачињено од тежих елемената који се налазе под великим притиском. Због гасовите грађе површина Јупитера није јасно дефинисана и на планети не постоје облици рељефа карактеристични за терестричке планете, а самим тим и густина планетарне масе је знатно мања у поређењу са истом групацијом планета. Тако је просечна густина Јупитера 1,326 , што је и до 4 пута мање у односу на густину Венере (5,243 ) и Меркура (5,427 ).
Због велике брзине ротације планета има елипсоидан облик и доста је спљоштена на половима, а испупчена на екватору. Разлика између екваторијалног (71.492±4 ) и поларног полупречника (66.854±10 ) је око 4.638 .
Јупитер је планета са најдебљим слојем атмосфере међу свим планетама Сунчевог система, и његова атмосфера се пружа у висине до преко 5.000 . Како планета нема чврсту подлогу доњом границом атмосфере се сматра тачка на којој атмосферски притисак има вредност од 10 бара (1МРа). Цела атмосфера је веома активна и турбулентна и карактеришу је веома јаки ветрови брзина и до 500 . Најкарактеристичнија појава везана за атмосферу Јупитера је Велика црвена пега, гигантска олуја овалног облика чије постојање је утврђено још у XVII веку.
Попут Сатурна, и око Јупитера кружи читав систем планетарних честица које формирају планетарни прстен, а његово постојање утврдила је Насина сонда Војаџер 1 1979. године. Познато је и да Јупитер има веома јаку магнетосферу (од 0,42 до 1,4 ) која је и до 14 пута снажнија у поређењу са магнетосфером Земље.
Јупитер има најмање 95 природних сателита, а већина њих има димензије мање од 10  у полупречнику и откривени су у главном после 1975. године. Четири највећа и најсјајнија месеца, позната и као „Галилејеви сателити“ (Ио, Европа, Ганимед и Калисто) видљиви су са Земље путем обичних телескопа, а открио их је Галилео Галилеј 1610. године. Највећи од њих, Ганимед има пречник већи од Меркура.
Јупитер је у неколико наврата истраживан од стране роботизованих свемирских летелица, почев од сонде Пионир 10 која је још 1972. прелетела крај Јупитера и послала прве податке о његовој магнетосфери, па до мисија Нови хоризонти и Јунона.

## Физичке карактеристике
Јупитер је пета планета по удаљености од Сунца и једна од 4 планете из групације гасовитих џинова. Са екваторијалним пречником од 142.984 , је највећа планета у Сунчевом систему, за више од 11 пута већа од планете Земље и десетоструко мања у поређењу са Сунцем. Са просечном густином материје од око 1,326 г/цм³ на другом је месту међу гасовитим џиновима, иако су те вредности знатно мање у поређењу са било којом од терестричких планета.
Планета је у основи изграђена од гасова и текуће материје и на основу спектроскопских анализа по свом хемијском саставу најсличнија је Сатурну. Јупитерова атмосфера је у основи грађена од водоника (75%) и хелијума (24%), док је унутрашња структура за нијансу другачија са уделом водоника од око 71%. У ободним деловима атмосфере приметно је постојање и ледених кристала амонијака. На основу мерења инфрацрвеног и ултраљубичастог дела спектра уочено је постојање трагова органских бензена и угљоводоника.

### Јупитерова маса
Јупитерова маса је процењена на приближно 1,8986×1027  и око 2,5 пута је већа од укупне масе преосталих 7 планета. Због тога се његов барицентар (или центар масе) у систему са Сунцем налази у зони Сунчеве фотосфере на око 1,068  од самог средишта Сунца. Јупитерова маса (симбол МЈ или МJUP) се користи и као основна мерна јединица у астрономији код одређивања масе гасовитих џинова, екстрасоларних планета и смеђих патуљака. Тако екстрасоларни планет HD 209458 b удаљен око 150 светлосних година има масу од 0,69 MJ, док екстрасоларни објекат Kappa Andromedae b има масу од 12,8 MJ. У поређењу са преостала 3 гасовита џина Сунчевог система једино је Сатурн за око трећину мање масе (0,299 ) док су Нептун (0,054 ) и Уран (0,046 ) знатно мањих димензија.
Иако је у поређењу са Земљом Јупитер 11 пута већи у пречнику и има запремину већу за око 1.321 пут, његова маса је свега 318 пута већа у односу на Земљу (због знатно мање густине).
Јупитерова маса може да се претвори у следеће вредности:
- 1  = 25.839  (где је  = маса Месеца)
- 1  = 317,83  (где је  = Земљина маса)
- 1  = 0,0009546  (где је  = Сунчева маса)

### Својства унутрашњости планете
Мерења гравитационог поља указују на постојање значајне концентрације стеновитог и леденог материјала у Јупитеровој унутрашњости, вероватно језгра масе 10 до 15 пута веће од Земље. Притисак у унутрашњости Јупитера достиже више десетина милиона бара.
На могућем камено-леденом језгру наставља се дебели слој металног водоника. Наиме, при притиску од око 2 × 1011 Pa, водоник прелази у метално текуће стање. То је стање при ком су молекули водоника тако густо сложени да поједине атоме суседног молекула привлачи једнако као и атом партнер у истом молекулу. Последица тога је разбијање молекула. Поред тога догађа се да и електроне у љускама привлаче суседна језгра, па долази до јонизације (одвајања електрона од језгра). Водоник постаје врло проводљив (слично металима), па се зато ово стање зове метални течни водоник. Овај слој вероватно садржи и примесе хелијума и разног леда. Постојање металног водоника је доказано у лабораторијама на Земљи 1996. године.
На слој металног водоника се у благом прелазу наставља слој водоника и хелијума у молекуларном облику који из течног стања (дубљи слојеви) прелази у гасовито (ближе површини). Атмосфера коју видимо је само спољашњи део овог слоја. Овај слој садржи и мање количине воде, угљен-диоксида, метана и других једноставних једињења.
Јупитер је по саставу 90% водоник и 10% хелијум (по масеном уделу), са траговима воде, метана и амонијака. Тај састав приближно одговара и саставу првобитног облака од којег је и настао Сунчев систем.
Јупитерова унутрашњост је врло врућа, температуре у средишту су чак 20.000 , па Јупитер 1,5 пута више енергије зрачи у свемир него што прима од Сунца. Равнотежна температура (она коју би имао да га греје само Сунце) за Јупитер износи 140 , али је стварна температура његових спољних делова око 160 . То се објашњава Келвин-Хелмхолцовим механизмом (потенцијална енергија гравитационог поља сажимањем прелази у унутрашњу енергију). За опажену количину енергије би било довољно да се Јупитер сажме за 1 mm годишње.
Постоји неоправдано мишљење да Јупитеру недостаје само мало масе да би постао звезда. Иако велик, Јупитер је по димензијама врло далеко од звезда или мрких патуљака. Била би му потребна 80 пута већа маса да у његовом средишту започну нуклеарне реакције.Temperatura 150 °

## Атмосфера
Јупитерова атмосфера састоји се од густих слојева облака чија висина сеже до 1 000 . Слојеви облака деле се у три главне групе који се међусобно разликују по боји. На врху атмосфере се налазе црвени облаци чији састав је мешавина леда и воде. Кристали амонијум-хидросулфида чине беле и смеђе облаке који су у средишњем делу атмосфере. Дно атмосфере покривају плавичасти облаци који своју боју захваљују кристалима амонијаковог леда. Уопштено се може рећи да је атмосфера овога дива међу планетама Сунчевог система састављена од 75% водоника и 23% хелијума. Остатак отпада на водену пару, метан, амонијак и сличне хемијске спојеве.Јупитер је стално прекривен облацима кристала амонијака, који такође могу садржати амонијум хидросулфид. Облаци се налазе у слоју атмосфере тропопаузе, формирајући траке на различитим географским ширинама, познате као тропски региони. Оне су подељене на зоне светлијих нијанси и тамније појасеве. Интеракције ових конфликтних образаца циркулације изазивају олује и турбуленције. Брзине ветра од 100 метара у секунди (360 км/х; 220 мпх) су уобичајене у зонским млазним струјама. Примећено је да се зоне разликују по ширини, боји и интензитету из године у годину, али су остале довољно стабилне да их научници могу именовати.: 6 Слој облака је дубок око 50 км (31 ми) и састоји се од најмање две палубе облака амонијака: танак, јаснији регион на врху и дебљи, доњи део. Можда постоји танак слој водених облака испод облака амонијака, као што сугеришу бљескови муње откривене у атмосфери Јупитера. Ова електрична пражњења могу бити и до хиљаду пута снажнија од муње на Земљи. Претпоставља се да водени облаци стварају олује са грмљавином на исти начин као и земаљске грмљавине, изазване топлотом која се диже из унутрашњости. Мисија Јуно открила је присуство "плитке муње" која потиче од облака амонијака и воде релативно високо у атмосфери. Ова пражњења носе „групе“ водено-амонијачне бљузгавице прекривене ледом, које падају дубоко у атмосферу. У горњој атмосфери Јупитера примећене су муње из горње атмосфере, сјајни блесци светлости који трају око 1,4 милисекунди. Они су познати као "вилењаци" или "спрајтови" и изгледају плави или ружичасти због водоника. Наранџасте и браон боје у облацима Јупитера узроковане су једињењима која се уздижу која мењају боју када су изложена ултраљубичастом светлу са Сунца. Тачан састав остаје неизвестан, али се сматра да су супстанце састављене од фосфора, сумпора или евентуално угљоводоника.: 39 Ова шарена једињења, позната као хромофори, мешају се са топлијим облацима доње палубе. Зоне светле боје се формирају када конвекцијске ћелије у успону формирају кристализирајући амонијак који скрива хромофоре од погледа. Јупитер има мали аксијални нагиб, чиме се обезбеђује да полови увек примају мање сунчевог зрачења од екваторијалног региона планете. Конвекција у унутрашњости планете преноси енергију до полова, балансирајући температуре у слоју облака.

Најзанимљивији феномен везан за Јупитерову атмосферу је такозвана Велика црвена пега. То је подручје елиптичног облика у Јупитеровој атмосфери чија је величина отприлике 12.000 x 25.000 . Велика црвена пега је у ствари велика олуја која траје већ вековима. Ветрови који дувају унутра саме олује могу премашити 600 .
Није само подручје Велике црвене пеге активно у Јупитеровој атмосфери. Цела атмосфера је врло турбулентна и активна. Просечна брзина ветра у горњим слојевима Јупитерове атмосфере је 500 .

### Орбита
Јупитер своју путању око Сунца обиђе за 11.87 година. Због елиптичности путање удаљеност између Јупитера и Сунца варира од 4,95 до 5,5 АЈ.

### Ротација
Један Јупитеров дан траје 9 сати и 50 минута. Због те брзе ротације на Јупитеру настају снажна вртложења и турбуленције у атмосфери. Периоди ротације се разликују од слоја до слоја због различитих атмосферских кретања.

### Магнетосфера
Године 1955. откривена је радио-емисија са Јупитера, што је упућивало на јако магнетно поље. Јако магнетно поље Јупитера последица је дебелог слоја металног водоника и брзе ротације. Магнетна оса је приклоњена за 11° према оси ротације.
Јупитерово магнетно поље је око 14 пута јаче од Земљиног и на екватору износи око 0,42  а на половима 1.0-1.4 . обухватајући простор око 100 пута већи од Земљиног. Протеже се неколико милиона километара у смеру Сунца и чак око 650 милиона километара у супротном правцу, па досеже и до Сатурнове путање. Магнетно поље ствара јаке струје високо-енергетских честица које су 10 пута јаче од оних у Ван Аленовим појасима.
Оно обухвата и путање Јупитерових сателита, па се тиме делимично објашњава велика вулканска активност на Иоу. Између Јупитера и Иоа измерена је електрична струја јачине 5 милиона ампера (5 МА). Наелектрисане честице убрзане до врло великих брзина ударају у Иову површину и избијају атоме с површине. Избијени атоми чине Иов торус, велики прстенасти облак наелектрисаних честица око Иове путање.
Јупитерово магнетно поље узрокује и поларну светлост.

## Јупитерови прстени
Године 1979. летелица Војаџер је открила Јупитерове прстене. Прстени се углавном састоје од микрометарских честица прашине, а простиру се све до површине планета. Најближи Јупитеру је Хало прстен, широк око 20.000 , који има облик торуса. На Хало се наставља 7.000  широки главни прстен. Унутар главног прстена се налазе и Јупитерови сателити Метида и Адрастеја. Сматра се да су ова два сателита извор материјала (удари метеорита избацују крхотине у свемир) за главни појас, док су друга два мала унутрашња сателита — Амалтеа и Тебе — извори материјала за врло ретке Амалтеа Госамер (унутар Амалтеине путање) и Теба Госамер (између путања Амалтеје и Тебе) прстене који се настављају на главни прстен.

## Природни сателити
Према досадашњим сазнањима око Јупитера круже 79 природна сателита (месеца). Због великог броја природних сателита, постоји подела по следећим групама:
- Амалтеја
- Галилејеви сателити (Ио, Европа, Ганимед, Калисто)
- Темисто
- Хималиа
- Ананке
- Карме
- Пасифе

Ово раздвајање по групама направљено је по својствима небеских тела као и по својствима њихових орбита. На пример Галилејеви сателити су велики и налик су малим планетама, док су сателити из групе Ананке или из групе Амалтеа мала тела неправилног облика и астероидног порекла.

## Историја истраживања
Због своје видљивости голом оку на ноћном небу Јупитер је био познат у античким временима. Године 1610. Галилео Галилеј помоћу телескопа открива четири природна сателита који су прозвани: Ио, Европа, Ганимед и Калисто. Ову групу природних сателита називамо галилејским сателитима. Са Земље је до сада послано 5 сонди, које су биле успешне у свом циљу.
Прва сонда која је успела стићи до Јупитера била је међупланетарна сонда Пионир 10. Послала је прве слике ниске резолуције. Пионир 10 је такође вратила и телеметријске податке о магнетосфери и атмосфери Јупитера.
Сонде из породице Војаџер (Војаџер 1 и Војаџер 2) својим прелетом покрај Јупитера опремљене бољим камерама и инструментима него сонде Пионир, послале су слике и телеметријске податке на Земљу 1979. године, што је допринело проширењу знања о Јупитеру, откривши следеће:
- орбитално прстење које опасују планету сличне онима око Сатурна, али мање изражене
- нове сателите које нису биле опажени пре, на пример групу сателита у породици Амалтеа који су у ниској орбити изнад Јупитера и који имају пречник мањи од 200 .

| Међупланетарне сонде                       |                 |                    |                    |                          |                                                                               |
| Држава                                     | Име сонде       | Датум лансирања    | Датум доласка      | Крај мисије (за Јупитер) | Коментар                                                                      |
| Сједињене Америчке Државе                  | Пионир 10       | 3. март 1972.      | децембар 1973.     |                          | Прелет покрај Јупитера. Прве слике, подаци о магнетосфери.                    |
| Сједињене Америчке Државе                  | Пионир 11       | 6. април 1973.     | децембар 1974.     |                          | Прелет покрај Јупитера, слике, подаци о магнетосфери.                         |
| Сједињене Америчке Државе                  | Војаџер 1       | 5. септембар 1977. | март 1979.         |                          | Открио планетарне прстенове и нове сателите.                                  |
| Сједињене Америчке Државе                  | Војаџер 2       | 20. август 1977.   | јун 1979.          |                          | Слике галилејских сателита и атмосфере.                                       |
| Сједињене Америчке Државе                  | Галилео Орбитер | 18. октобар 1989.  | 7. децембра 1995.  |                          | Спустио сонду на Јупитерову атмосферу. Велики број слика Јупитера и сателита. |
| Сједињене Америчке Државе · Европска унија | Касини-Хајгенс  | 15. октобар 1997.  | 30. децембар 2000. |                          | Прелет покрај Јупитера на путу за Сатурн.                                     |
| Сједињене Америчке Државе                  | Нови хоризонти  | 19. јануар 2006.   | 28. фебруар 2007.  |                          | Прелет покрај Јупитера на путу за Плутон.                                     |
| Сједињене Америчке Државе                  | Јунона (сонда)  | 5. август 2011.    | 3. август 2016.    |                          | Циљ јој је 33 ротације око Јупитера.                                          |

## Јупитер у романима и филмовима
- У филму Одисеја 2001 (1968) Стенли Кјубрика, Јупитер је средиште радње, док у наставку у филму Одисеја 2010 (1984) Јупитер се претвара у звезду уз помоћ фиктивне технологије која успева повећати густину језгра Јупитера.

## Галерија
Фотографије са Јунона сонде:
- Јупитер
- Јупитер
- Јупитер